# 2MASS J14385498-1309103
2MASS J14385498-1309103 ist ein etwa 80 Lichtjahre von der Erde entfernter Brauner Zwerg im Sternbild Waage. Er wurde 2000 von J. Davy Kirkpatrick et al. entdeckt.
Er gehört der Spektralklasse L3 an; seine Oberflächentemperatur beträgt 1300 bis 2000 Kelvin. Wie bei anderen Braunen Zwergen der Spektralklasse L dominieren auch in seinem Spektrum Metallhydride und Alkalimetalle. Seine Position verschiebt sich aufgrund seiner Eigenbewegung jährlich um 0,16216 Bogensekunden.